# Dewey-Humboldt
Dewey-Humboldt – miasto w Stanach Zjednoczonych, w stanie Arizona, w hrabstwie Yavapai.